# ۱۹۵۸ (فیلم)
«۱۹۵۸» (انگلیسی: 1958 (film)) یک فیلم است که در سال ۱۹۸۰ منتشر شد.